# Martin Ingelman-Sundberg
Martin Ingelman-Sundberg, född 1922, död 2005, var en svensk civilingenjör och aerodynamiker.
Ingelman-Sundberg hade under hela sitt liv flyg som såväl yrke som fritidsintresse. Han tog civilingenjörsexamen från Kungliga Tekniska högskolan 1947. Efter ytterligare ett års arbete vid KTH var han därefter verksam vid Flygtekniska försöksanstalten (FFA) i Ulvsunda där han var chef för sektionen för underljudsaerodynamik åren 1951–1983. Han var ansvarig för den aerodynamiska utprovningen av alla svenskkonstruerade flygplan som togs fram under hans tid.
Ingelman-Sundberg anlitades också som expert vid haveriutredningar och incidenter. Han visade bland annat genom prov att även små förändringar (frost) på ytan av en modern effektiv vinge kraftigt påverkade flygegenskaperna i det lägre fartområdet, vilket kunde leda till haveri. Baserat på hans arbeten finns numera internationella krav på att passagerarflygplan skall kunna flyga med så kallad "sand paper ice" på vinge och stabilisator inom godkänd flygenvelopp utan att något allvarligt händer. Detta skall verifieras med flygprov med just sandpapper av en viss grovhet.
Martin Ingelman-Sundberg tog privatflygcertifikat 1939 (vilket var giltigt ända in på 1990-talet) och 1942 var han med om de första svenska erfarenheterna av vågsegelflyg, även om fenomenet lävågor ännu var ett relativt okänt begrepp.
Åren efter sin pensionering lade Martin Ingelman-Sundberg ner mycket möda på att vinna gehör för en bättre beskrivning av hur vingens lyftkraft uppkommer än den beskrivning som nu används i framför allt pilotutbildningen över hela världen. Han har också kunnat visa hur den vilseledande beskrivningen med användning av Bernoullis lag en gång uppstod, vilket börjat ge genklang.